# ديغوان بيغوت
ديغوان بيغوت (مواليد 26 يونيو 1994) هو سبّاح سورينامي، مثّل بلاده في الألعاب الأولمبية الصيفية 2012.

## روابط خارجية
ديغوان بيغوت على موقع أوليمبيديا (الإنجليزية)